# ألاغير
ألاغير (بالروسية: Алагир) هي إحدى مدن روسيا في الكيان الفدرالي الروسي شمال أوسيتيا-ألانيا.

## أعلام
- ستانيسلاف تشيرتشيسوف